# Урекешть (комуна, Бакеу)
Урекешть, Урекешті (рум. Urechești) — комуна у повіті Бакеу в Румунії. До складу комуни входять такі села (дані про населення за 2002 рік):
- Корнецел (822 особи)
- Лунка-Докієй (408 осіб)
- Сату-Ноу (392 особи)
- Слобозія (597 осіб)
- Урекешть (1802 особи)

Комуна розташована на відстані 203 км на північ від Бухареста, 50 км на південь від Бакеу, 120 км на південь від Ясс, 107 км на північний захід від Галаца, 125 км на північний схід від Брашова.

## Населення
За даними перепису населення 2002 року у комуні проживала 4021 особа.
Національний склад населення комуни:
| Національність | Кількість осіб | Відсоток |
| -------------- | -------------- | -------- |
| румуни         | 4010           | 99,7%    |
| цигани         | 9              | 0,2%     |
| німці          | 1              | < 0,1%   |
| серби          | 1              | < 0,1%   |

Рідною мовою назвали:
| Мова       | Кількість осіб | Відсоток |
| ---------- | -------------- | -------- |
| румунську  | 4010           | 99,7%    |
| циганську  | 9              | 0,2%     |
| угорську   | 1              | < 0,1%   |
| українську | 1              | < 0,1%   |

Склад населення комуни за віросповіданням:
| Релігія                             | Кількість осіб | Відсоток |
| ----------------------------------- | -------------- | -------- |
| православні                         | 3935           | 97,9%    |
| старообрядці                        | 44             | 1,1%     |
| п'ятдесятники                       | 17             | 0,4%     |
| римо-католики                       | 11             | 0,3%     |
| баптисти                            | 3              | 0,1%     |
| адвентисти                          | 3              | 0,1%     |
| реформати                           | 1              | < 0,1%   |
| лютерани                            | 1              | < 0,1%   |
| лютерани (Аугсбурзького сповідання) | 1              | < 0,1%   |

## Зовнішні посилання
- Дані про комуну Урекешть на сайті Ghidul Primăriilor [Архівовано 30 грудня 2011 у Wayback Machine.]